# 紫蘇葉爭議
紫蘇葉爭議（韓語：깻잎 논쟁）指的是在韓國流行的一個爭論，討論如果你的情人幫忙剝開朋友無法剝的紫蘇葉，你能不能接受這樣的行為。

## 概要

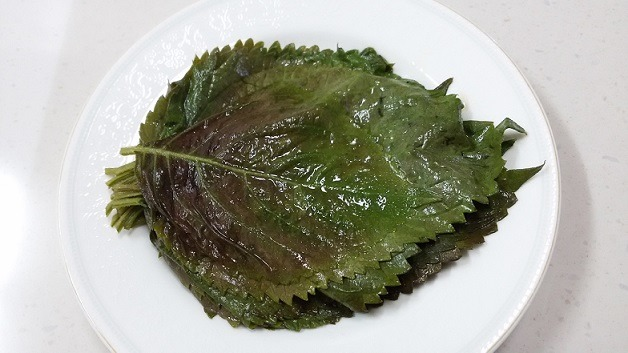
醬醃紫蘇葉的料理通常是將多片紫蘇葉重疊後浸泡在醬油中，因此在食用時，往往需要將紫蘇葉一片片剝開。

這場論爭起源於2021年11月播出的韓國節目《Who Are You?》 (韓語：누구세탁소)，節目中提出了一個情境：當自己、朋友以及戀人一起吃飯時，如果朋友在夾取醬醃紫蘇葉時因葉片黏在一起而感到困難，此時戀人幫助朋友剝開紫蘇葉，自己是否能接受這樣的行為。由於紫蘇葉容易黏在一起，在多人共享這道料理時，剝開紫蘇葉通常需要一定的合作。
這場論爭的重點在於「自己」、「戀人」和「朋友」之間的關係，特別是當朋友與戀人之間可能產生曖昧情愫時，這種行為是否合適。這個問題不以性別或性取向為焦點，而是聚焦在三者之間的微妙互動。節目播出後，關於戀人是否應該幫助朋友剝紫蘇葉的討論在社群媒體上迅速引發熱議，支持和反對的聲音都有。觀眾的反應不一。有些觀眾認為「使用過的筷子互相接觸令人不舒服」，或者認為「朋友應該自己動手剝紫蘇葉，戀人不應該幫忙。如果朋友真的無法剝開紫蘇葉，那麼應該由自己來幫助，而不是讓戀人插手。」這些觀點表達了對戀人行為的反對。另一方面，也有觀眾表示「完全不介意」這種行為，甚至有人認為「看到戀人能夠照顧到朋友，感到很開心」。這些觀點則對戀人的行為持肯定態度。

## 韓國演藝圈的反應

### 演員
韓國女演員韓佳人曾發表過評論，表示對於戀人幫助朋友剝開紫蘇葉這一行為無法接受。
在綜藝節目《不去飯店度假，而是在家休假》中，當醬醃紫蘇葉論爭成為話題時，芮智媛表示，她不認為戀人幫助朋友剝紫蘇葉的行為是個問題。然而，蘇怡賢則表示，她既不喜歡在用餐時需要顧慮這些細節，也不喜歡看到朋友無法剝開紫蘇葉。金鍾旼則認為，或許在戀愛階段會不喜歡這樣的行為，但結婚之後可能就不會那麼在意了。
鄭雨盛表示這樣的行為可以理解，但他強調這種行為不應該被誤解為有其他動機。此外，李政宰對這個話題表示不太在意，但也覺得這種討論有些多餘。兩人最後幽默地表示，應該乾脆不要讓芝麻葉出現在餐桌上，徹底結束這場爭議。
金敏璟在電台節目《兩點出逃》表示男朋友幫她的朋友夾芝麻葉是可以接受的，因為這並不涉及她對伴侶的信任問題。她認為自己是一個比較「酷」的人，不會因此感到嫉妒或不安。然而，她也提到，有些朋友認為問題不在於夾芝麻葉這個動作，而是為何會有人注意到朋友無法成功夾取。
在《Salon Drip 2》中，彭賢淑表示，男人幫忙撥芝麻葉是可以接受的，只要不把自己賺的錢給別的女人就好。老公崔陽拉也認同這個觀點，並幽默地補充說，如果男人在妻子面前敢這樣做，那他一定是坦坦蕩蕩的，否則誰會做這種事呢？
洪允和表示無法接受有人一次拿走兩片紫蘇葉。

### 男藝人
李龍眞在《MY BOYFRIEND IS BETTER》的製作發表會上認為幫忙夾芝麻葉是無所謂的，這只是件小事，甚至幫忙整理羽絨服也可以，但幫忙繫鞋帶則不行，因為這需要跪下。
在男團JUST B中，成員林智敏、健宇、Bain、JM都表示會因為戀人的這種行為感到嫉妒，他們的嫉妒程度都超過90%。然而，成員暏炎則認為嫉妒毫無意義，嫉妒程度僅為30%；而成員相佑表示自己從未深入思考過嫉妒的問題，嫉妒程度為60%。
在綜藝節目《EXO的爬梯子世界旅行──巨濟與統營市》中，EXO成員也就這個話題展開討論。Kai認為戀人的行為沒有問題，而都敬秀則表示，當紫蘇葉上桌時，他會立即將紫蘇葉一片片分開。
在男團2PM中，成員李俊昊表示，無法理解為什麼戀人需要幫助朋友剝紫蘇葉，他認為這種行為不必要。
在防彈少年團的官方YouTube頻道「BANGTAN TV」上的《BTS MBTI Lab 2》單元，成員們也針對紫蘇葉論爭進行了討論。柾国表示，他無法接受戀人幫助朋友剝紫蘇葉的行為；閔玧其和Jimin則表示，他們對於戀人的這種行為並不太在意；V認為這樣的情況可能會引起一點小爭執，但不會是什麼大問題；而鄭號錫則表示，只要自己和戀人之間的信任關係牢固，就不會有問題。
哈哈在TV CHOSUN節目《國民歌手修煉院》中給出了妙趣橫生的回答，認為像朴昌根和金東炫這樣的成員不會受到影響，但帥氣的成員如高恩成和趙延浩則不能接受。此話題引起了現場的歡笑。

### 女藝人
前Nine Muses成員倞利在Instagram上與粉絲進行問答時，表達了她對這個話題的看法。她明確表示，她的男朋友只應該幫她夾芝麻葉，而不是幫朋友夾。
少女时代的太妍和男團SHINee的Key則都表示，對於戀人幫助朋友剝紫蘇葉的行為並不會感到困擾。
在美國長大的LE SSERAFIM成員許允眞輕描淡寫地表示自己不會特別在意，認為這不過是紫蘇葉而已。
Red Velvet瑟琪在官方Vlog表示，對此她並不在意，認為這是個不必要的問題，認為在對方需要幫助時伸出援手是應該的。唯一的條件是不要送出奇怪的眼神，否則會讓人誤解這樣的幫助是出於某種特殊的關心。Joy在接受《W Korea》雜誌的訪談時，認為幫助別人撕下黏在一起的芝麻葉並沒有什麼問題，表現出了一種比較隨和的態度。JOY還提到，儘管她有時會在特定情況下表現得不太冷靜，但她在這種情況下是比較冷靜的。

## 日本的討論
作家東山沙里（東山サリー）在提到醬醃紫蘇葉論爭時，談到一些知名人士的觀點。她指出，在偶像圈中，認為戀人幫助朋友剝紫蘇葉是一個問題的人是少數。在社群媒體和她周圍的觀察中，對於成年人女性而言，如果戀人能夠照顧朋友，通常會被認為是有禮貌的表現。然而，年輕女性則比較容易產生嫉妒的情緒。至於男性，無論年齡大小，大多數都不會特別在意這樣的行為。

## 影響
2022年3月，網路綜藝節目《偶像人間劇場》中播出了關於團體Treasure的影片，該影片標題為《從醬醃紫蘇葉論爭到舞蹈對決，"TREASURE"的一天充滿衝突》。影片發布後的三天內，觀看次數便突破了100萬次。
此外，自2022年7月15日起在韓國開始播放的綜藝節目《Edge of Friendzone》，以異性朋友之間純粹的戀愛關係為主題進行討論，其中也將醬醃紫蘇葉論爭作為節目中的討論例子之一。

### 類似論爭
- 蝦子論爭：討論的焦點在於，自己的戀人幫朋友剝蝦，以及朋友幫自己的戀人剝蝦，這兩種情況中哪一個是可以接受的。[14]
- 餅乾起司論爭：在朋友和男友一起外出的情況下，如果男友幫忙將起司捲在餅乾上，是否能夠接受。[22]